# Pierre Levée (Beaumont-Louestault)
Pour les articles homonymes, voir Pierre levée.
La Pierre levée ou dolmen de la Haute-Barde est un  monument mégalithique situé sur la commune française de Beaumont-Louestault dans le département d'Indre-et-Loire.
Ce dolmen, composé de trois supports et d'un table, ainsi que d'un support isolé de l'ensemble, est classé au titre des monuments historiques par la liste de 1889.

## Localisation
Le dolmen se trouve à l'ouest de la commune de Beaumont-Louestault, non loin de la limite communale avec Neuvy-le-Roi, dans le parc du château de la Haute-Barde.

## Description
Le dolmen, rectangulaire, est composé de deux supports et d'un fond. Une table (2,20 × 1,70 m) est partiellement effondrée à l'intérieur du dolmen. Un autre support, indépendant, est situé en avant de l'entrée.
Le mégalithe est construit en calcaire lacustre. Il est classé au titre des monuments historiques par la liste de 1889.